# VL Haukka
Lo IVL D.26 Haukka I (in finlandese falcone) era un aereo da caccia sviluppato dall'azienda finlandese Valtion Lentokonetehdas negli anni venti per la Suomen ilmavoimat, e costruito in alcuni esemplari.

## Storia del progetto

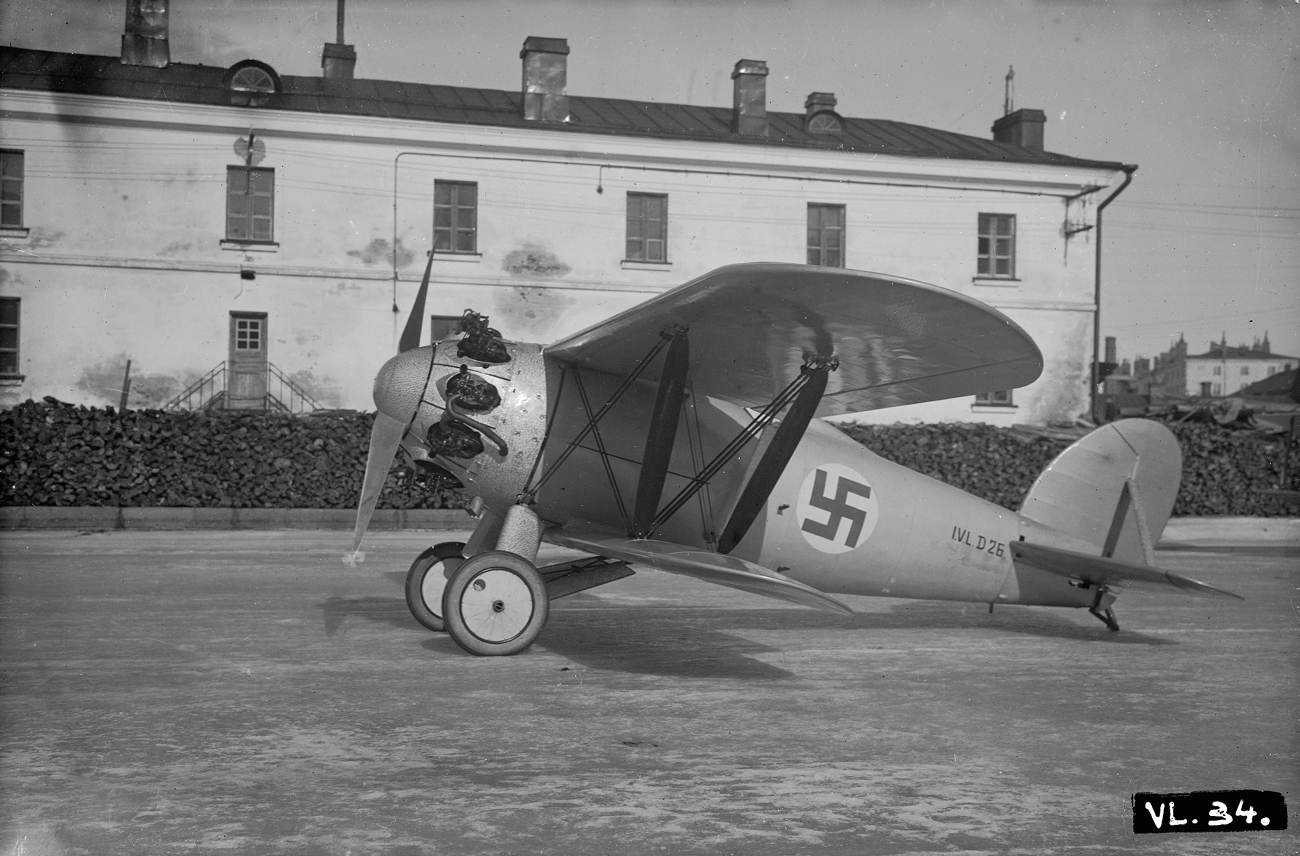
Il prototipo Haukka I

Nel 1926 la Suomen Ilmavoimat emise il requisito per un nuovo velivolo da caccia destinato ad equipaggiare i suoi reparti. L'ufficio tecnico della fabbrica aeronautica di stato (Ilmailuvoimine Lentokonetehtaan) diretto dall'ingegnere Kurt Volmar Berger elaborò il progetto di un caccia biplano, simile al contemporaneo Gloster Gamecock. Il prototipo, designato IVL D.26 Haukka I (matricola HA 39), volò per la prima volta il 17 marzo 1927. Nel 1928 si tennero i collaudi militari a Utti, me il velivolo non diede buoni risultati. Pur adottando per la fusoliera una moderna costruzione semimonoscocca, le sue caratteristiche di volo non erano buone ed il pilota lamentava la scarsa visibilità ottenibile dal posto di pilotaggio.

## Tecnica
Il VL Haukka era un monomotore biplano di impostazione classica, realizzato con una struttura completamente lignea. La configurazione alare era biplana, con formula sesquiplana, con l'ala superiore dotata di apertura più grande di quella inferiore, collegate tra loro da una coppia di montanti ad "V", due per ciascun lato, integrati da tiranti in cavetto d'acciaio. La fusoliera, realizzata con una struttura a semimonoscocca completamente lignea, ricoperta da tessuto, presentava un abitacolo aperto destinati al pilota. Il carrello d'atterraggio era triciclo posteriore fisso, con pattino di coda.
Il propulsore era un motore radiale Gnome-Rhône Jupiter IV a 9 cilindri, raffreddato ad aria, eroganti la potenza di 480 hp (358 kW), ed azionante un'elica bipala lignea a passo fisso.
L'armamento si basava su due mitragliatrici calibro 7,62 mm.

## Impiego operativo
Nel tentativo di elaborare una versione migliorata vennero costruiti presso lo stabilimento aeronautico di Suomenlinna due ulteriori esemplari dotati di piccole modifiche, designati D.27 Haukka II. Questi velivoli entrarono in servizio presso il reparto Maalentoeskaadri della Suomen Ilmavoimat. Utilizzati per due o tre anni furono sostituiti da velivoli acquistati all'estero, e lo sviluppo degli aerei della famiglia Haukka venne abbandonato definitivamente.

## Versioni
- IVL D.26 Haukka I: un prototipo dotato di motore radiale Gnome-et-Rhone Jupiter IV da 480 hp. Primo volo il 17 marzo 1927.
- VL D.27 Haukka II: versione ulteriormente sviluppata del D.26 costruita in due esemplari.

## Esemplari attualmente esistenti
Sono attualmente preservati due dei tre Haukka costruiti. Il prototipo D.26 (matricola HA-39) si trova presso il museo dell'aviazione di Päijät-Häme (Päijät-Hämeen ilmailumuseo), mentre uno dei D.27 (matricola HA-41) si trova presso l'Hallinportti Aviation Museum.

## Utilizzatori
Finlandia
- Suomen ilmavoimat

### Periodici
- Corrado Barbieri (a cura di), Haukka: un falcone finlandese, in Aerei nella Storia, No.91, Parma, West-Ward Edizioni, agosto-settembre 2013, ISSN 1591-1071 (WC · ACNP).